# Leszek Możdżer

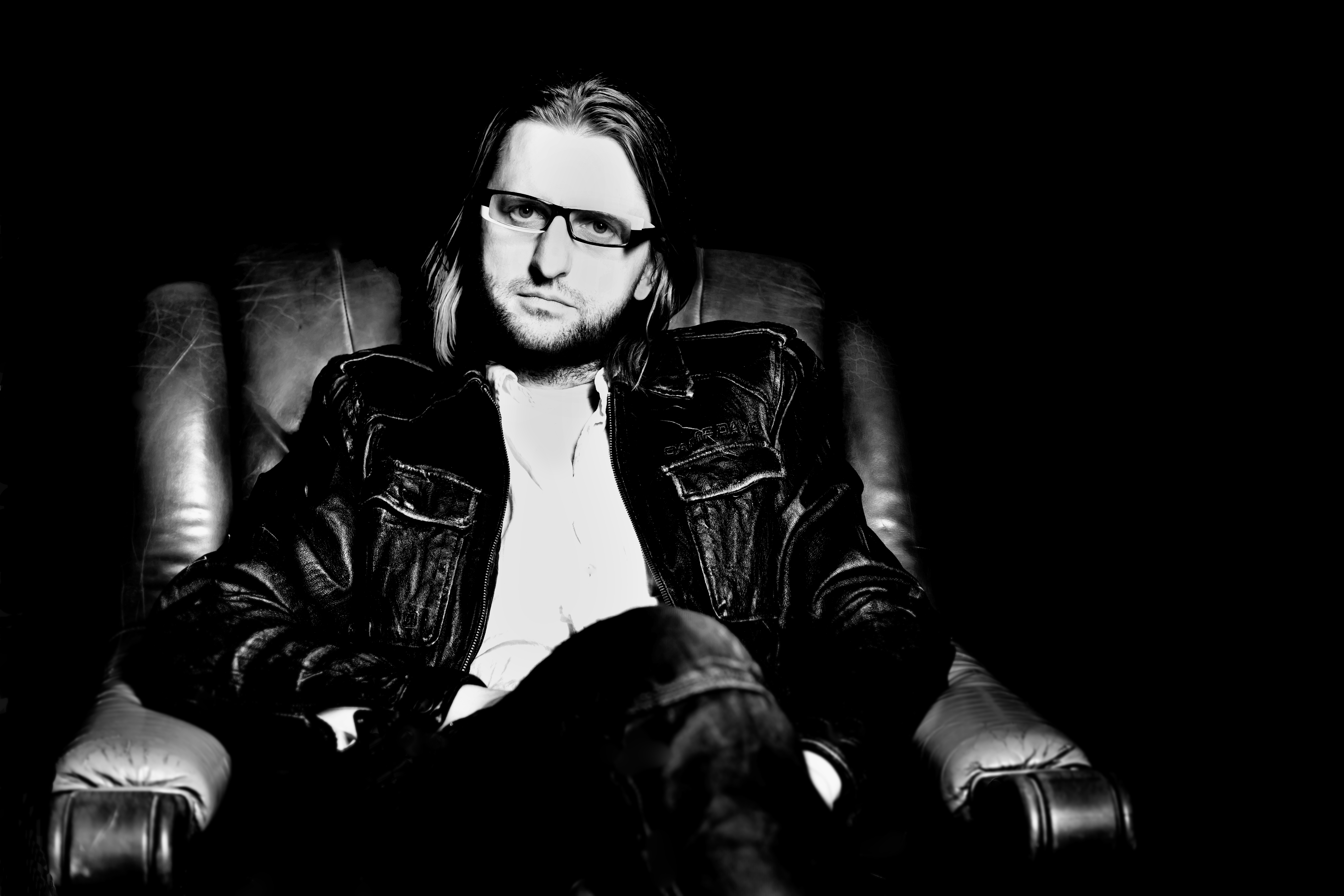

Leszek Możdżer (tên khai sinh: Lesław Henryk Możdżer, sinh ngày 23 tháng 3 năm 1971 tại Gdańsk) là một nghệ sĩ dương cầm chơi nhạc jazz, nhà sản xuất nhạc và nhà soạn nhạc phim người Ba Lan.

## Đĩa nhạc

### Album phòng thu
| Chopin - impresje                                                             | - Phát hanh: 1994 - Hãng đĩa: Polonia Records - Định dạng: CD                                 | —  |                    |
| Talk to Jesus                                                                 | - Phát hành: 1996 - Hãng đĩa: GOWI Records - Định dạng: CD                                    | —  |                    |
| Chopin Demain-Impressions                                                     | - Phát hành: 30 tháng 12 năm 1999 - Hãng đĩa: Opus 111 - Định dạng: CD                        | —  |                    |
| Solo in Ukraine                                                               | - Phát hành: 30 tháng 12 năm 2003 - Hãng đĩa: GOWI Records - Định dạng: CD                    | —  |                    |
| Teatrowi Logos na XV-lecie                                                    | - Phát hành: 2003 - Hãng đĩa: Teatr Logos - Định dạng: CD                                     | —  |                    |
| Piano                                                                         | - Phát hành: 16 tháng 6 năm 2004 - Hãng đĩa: ARMS Records - Định dạng: CD                     | 7  | - POL: Platinum    |
| Piano Live                                                                    | - Phát hành: 19 tháng 12 năm 2004 - Hãng đĩa: ARMS Records - Định dạng: CD                    | 36 |                    |
| Missa Gratiatoria                                                             | - Phát hành: 16 tháng 3 năm 2009 - Hãng đĩa: Alternator - Định dạng: CD                       | —  |                    |
| Bernstein & Gershwin                                                          | - Phát hành: 19 tháng 3 năm 2010 - Hãng đĩa: Polskie Radio - Định dạng: CD                    | 33 |                    |
| Impressions on Chopin                                                         | - Phát hành: 30 tháng 7 năm 2010 - Hãng đĩa: Universal Music Poland - Định dạng: CD, tải nhạc | 8  |                    |
| Kaczmarek by Możdżer                                                          | - Phát hành: 29 tháng 3 năm 2010 - Hãng đĩa: Universal Music Poland - Định dạng: CD           | 16 | - POL: Bạch kim    |
| Komeda                                                                        | - Phát hành: 27 tháng 6 nam 2011 - Hãng đĩa: ACT - Định dạng: CD, tải nhạc                    | 1  | - POL: 2x Bạch kim |
| "–": Bài hát không có bảng xếp hạng hoặc không được phát hành trong lãnh thổ. |                                                                                               |    |                    |

### Album hợp tác
| Anniversary Concert For Hestia cùng Adam Pierończyk                                    | - Phát hanh: 1996 - Hãng đĩa: Hestia - Định dạng: CD                                          | —  |                    |
| Facing the Wind cùng David Friesen                                                     | - Phát hanh: 1996 - Hãng đĩa: Power Bros - Định dạng: CD                                      | —  |                    |
| Live in Sofia cùng Adam Pierończyk                                                     | - Phát hành: 1998 - Hãng đĩa: Not Two - Định dạng: CD                                         | —  |                    |
| 10 Łatwych utworów na fortepian cùng Zbigniew Preisner                                 | - Phát hanh: 25 tháng 9 năm 1999 - Hãng đĩa: Pomaton EMI - Phát hành: CD, tải nhạc            | —  | - POL: Vàng        |
| Birthday Live cùng Olo Walicki, Cezary Konrad và Andrzej Olejniczak                    | - Phát hành: 2001 - Hãng đĩa: Blue Note Poznań Jazz Club - Định dạng: CD                      | —  |                    |
| Makowicz vs. Możdżer at the Carnegie Hall cùng Adam Makowicz                           | - Phát hành: 21 tháng 11 năm 2004 - Hãng đĩa: Pomaton EMI - Định dạng: CD                     | 10 | - POL: Bạch kim    |
| Metalla Pretiosa cùng Olo Walicki và Maurice de Martin & The Gdansk Philharmonic Brass | - Phát hành: 28 tháng 11 năm 2004 - Hãng đĩa: Olo Walicki Production - Định dạng: CD          | —  |                    |
| Seven Pieces for Improvising Piano and Strings cùng Aukso Orchestra                    | - Phát hành: 2004 - Hãng đĩa: Lemon Music - Định dạng: CD                                     | —  |                    |
| Tulipany Daniel Bloom                                                                  | - Phát hành: 7 tháng 3 năm 2005 - Hãng đĩa: Warner Music Poland - Định dạng: CD, tải nhạc     | 18 |                    |
| Live in Warsaw cùng Adam Klocek                                                        | - Phát hành: 27 tháng 6 năm 2005 - Hãng đĩa: Universal Music Poland - Định dang: CD, tải nhạc | 49 |                    |
| The Time cùng Lars Danielsson và Zohar Fresco                                          | - Phát hành: 26 tháng 10 năm 2005 - Hãng đĩa: Outside Music - Định dạng: CD                   | 2  | - POL: Kim cương   |
| Wrocław 2004 cùng Adam Makowicz                                                        | - Phát hành: 9 tháng 12 năm 2005 - Hãng đĩa: EMI Music Poland - Định dạng: CD                 | —  |                    |
| Between us and the light cùng Lars Danielsson và Zohar Fresco                          | - Phát hành: 20 tháng 11 năm 2006 - Hãng đĩa: Outside Music - Định dạng: CD                   | 7  | - POL: 2x Bạch kim |
| Pasodoble cùng Lars Danielsson                                                         | - Phát hành: 27 tháng 4 năm 2007 - Hãng đĩa: ACT - Định dang: CD, tải nhạc                    | 17 | - POL: Bạch kim    |
| Melisa cùng Przemek Dyakowski và Sławek Jaskułke                                       | - Phát hành: 21 tháng 5 năm 2007 - Hãng đĩa: Fonografika - Định dạng: CD                      | —  |                    |
| Live cùng Lars Danielsson và Zohar Fresco                                              | - Phát hanh: 28 tháng 11 năm 2007 - Hãng đĩa: Outside Music - Định dạng: CD                   | 35 |                    |
| Tarantella cùng Lars Danielsson                                                        | - Phát hành: 23 tháng 2 năm 2009 - Hãng đĩa: ACT - Định dạng: CD                              | 48 |                    |
| The Last Set Live At The A-Trane cùng Walter Norris                                    | - Phát hành: 16 tháng 10 năm 2012 - Hãng đĩa: ACT - Định dạng: CD                             |    |                    |
| Polska cùng Lars Danielsson và Zohar Fresco                                            | - Phát hành: 25 tháng 10 năm 2013 - Hãng đĩa: Outside Music - Định dạng: CD, tải nhạc         | 2  | - POL: 2x Bạch kim |
| "–": Bài hát không có bảng xếp hạng hoặc không được phát hành trong lãnh thổ.          |                                                                                               |    |                    |